# Équipe cycliste LeTua
L'équipe cycliste LeTua (chinois simplifié : 马来西亚来拓洲际队 ; chinois traditionnel : 馬來西亞來拓洲際隊 ; pinyin : Mǎláixīyà lái tuò zhōujì duì ; litt. « Équipe malaisienne intercontinentale LeTua ») est une équipe cycliste malaisienne participant aux circuits continentaux de cyclisme et en particulier l'UCI Asia Tour. Elle est active de 2007 à 2011.

## Classements sur les circuits continentaux
L'équipe participe principalement à des épreuves de l'UCI Asia Tour. Le tableau ci-dessous présente les classements de l'équipe sur les différents circuits continentaux, ainsi que son meilleur coureur au classement individuel.
UCI Africa Tour
| Saison | Classement par équipes | Meilleur coureur au classement individuel |
| ------ | ---------------------- | ----------------------------------------- |
| 2009   | 11e                    | Jaan Kirsipuu (22e)                       |

UCI America Tour
| Saison | Classement par équipes | Meilleur coureur au classement individuel |
| ------ | ---------------------- | ----------------------------------------- |
| 2011   | 29e                    | Libardo Niño (123e)                       |

UCI Asia Tour
| Saison | Classement par équipes | Meilleur coureur au classement individuel |
| ------ | ---------------------- | ----------------------------------------- |
| 2007   | 12e                    | Anuar Manam (46e)                         |
| 2008   | 4e                     | Tonton Susanto (11e)                      |
| 2009   | 13e                    | Tonton Susanto (69e)                      |
| 2010   | 28e                    | Sam Witmitz (54e)                         |
| 2011   | 7e                     | Libardo Niño (4e)                         |

UCI Oceania Tour
| Saison | Classement par équipes | Meilleur coureur au classement individuel |
| ------ | ---------------------- | ----------------------------------------- |
| 2009   | 8e                     | Jeremy Yates (5e)                         |
| 2010   | 19e                    | Sam Witmitz (56e)                         |

## LeTua en 2011[2]

### Effectif
| Cycliste                    | Date de naissance | Nationalité  | Équipe 2010                                   |
| --------------------------- | ----------------- | ------------ | --------------------------------------------- |
| Muhammad Hafiz Azeman       | 02.11.1990        | Malaisie     | Néo-pro                                       |
| Adrian Why Kit Chuah        | 21.03.1989        | Malaisie     | LeTua                                         |
| James Ibrahim               | 14.10.1987        | Australie    | LeTua                                         |
| Ahmad Syakir Ismail         | 21.11.1989        | Malaisie     | Néo-pro                                       |
| Yew Meng Lim                | 08.02.1983        | Malaisie     | LeTua                                         |
| Muhamad Faiz Mohamad Roslan | 11.03.1992        | Malaisie     | Néo-pro                                       |
| Mohd Rhazif Mohd Salleh     | 23.05.1983        | Malaisie     | LeTua                                         |
| Mohd Shawal Mohd Shafee     | 01.05.1991        | Malaisie     | LeTua                                         |
| Ng Yong Li                  | 06.10.1985        | Malaisie     | LeTua                                         |
| Libardo Niño                | 26.09.1968        | Colombie     | Ex-pro (Aguardiente Néctar-Selle Italia 2000) |
| Miguel Niño                 | 25.01.1971        | Colombie     | Néo-pro                                       |
| Alexis Rodríguez            | 27.04.1977        | Espagne      | LeTua (2010)                                  |
| Mohamed Hafiz Rosli         | 25.05.1988        | Malaisie     | LeTua                                         |
| Mohammad Omar Rosli         | 05.01.1992        | Malaisie     | Néo-pro                                       |
| Abdullah Shahrom            | 20.07.1979        | Malaisie     | LeTua                                         |
| Félix Vidal Celis           | 21.08.1982        | Espagne      | Footon-Servetto                               |
| Eugen Wacker                | 18.04.1974        | Kirghizistan | Giant Asia Racing                             |
| Sam Witmitz                 | 17.03.1985        | Australie    | LeTua                                         |
| Azhar Zulaily               | 31.10.1992        | Malaisie     | Néo-pro                                       |

### Victoires
| Date       | Course                                          | Pays         | Classe | Vainqueur         |
| ---------- | ----------------------------------------------- | ------------ | ------ | ----------------- |
| 09/03/2011 | 2e étape du Jelajah Malaysia                    | Malaisie     | 2.2    | Félix Vidal Celis |
| 12/03/2011 | 5e étape du Jelajah Malaysia                    | Malaisie     | 2.2    | Félix Vidal Celis |
| 17/05/2011 | 4e étape du Tour d'Azerbaïdjan                  | Iran         | 2.2    | Miguel Niño       |
| 25/05/2011 | 1re étape de l'International Presidency Tour    | Iran         | 2.2    | Libardo Niño      |
| 27/05/2011 | 3e étape de l'International Presidency Tour     | Iran         | 2.2    | Miguel Niño       |
| 25/06/2011 | Championnat du Kirghizistan du contre-la-montre | Kirghizistan | CN     | Eugen Wacker      |
| 26/06/2011 | Championnat du Kirghizistan sur route           | Kirghizistan | CN     | Eugen Wacker      |